# Georgios Hatzianestis
Georgios Hatzianestis (Atene, 3 dicembre 1863 – Atene, 15 novembre 1922) è stato un generale greco.
Fu dal 1922 comandante supremo delle truppe greche impegnate nella guerra d'indipendenza turca.
Ritenuto uno dei responsabili della catastrofe dell'Asia Minore, ossia della sconfitta della Grecia nella guerra turco-ellenica del 1922, venne sottoposto al processo dei Sei, condannato a morte e giustiziato tramite fucilazione.